# Haakon de Norvège
Le prince Haakon de Norvège, prince héritier de Norvège, est le fils du roi Harald V et de la reine Sonja. Il est né le 20 juillet 1973. Le prince Haakon a une sœur aînée, la princesse Märtha-Louise, née en 1971.

## Biographie

### Naissance et baptême
Le prince Haakon est né à l'hôpital national norvégien à Oslo le 20 juillet 1973. Les prénoms du prince sont officiellement annoncés par le gouvernement trois jours après sa naissance, le 23 juillet. Le 20 septembre 1973, Haakon est baptisé dans la chapelle du palais royal d'Oslo. Haakon est le fils du roi Harald V et de la reine Sonja. Il descend directement des rois Olav V et Haakon VII.

### Prince héritier

#### Mort du roi Olav V

Monogramme du prince Haakon de Norvège.

À la suite du décès du roi Olav V et de l'accession au trône du roi Harald V, le prince Haakon devient en 1991 le prince héritier de Norvège, en vertu des dispositions de la loi de succession antérieure qui empêchaient la princesse Märtha-Louise, de deux ans son aînée, d'être la princesse héritière. Depuis la réforme de 1990, l'ordre de succession au trône, tel que défini par l'article 6 de la Constitution, est basé sur la primogéniture stricte, sans distinction de sexe. Cette règle s'applique à partir de la première génération suivant Haakon. La fille aînée de ce dernier, Ingrid Alexandra, est ainsi deuxième dans l'ordre de succession, devant son frère cadet. 
Par ailleurs, en tant que descendant de la reine Maud, née princesse britannique, il figure dans l'ordre de succession au trône britannique à une place qui change souvent en raison des naissances et des morts des autres personnes figurant avant lui dans cette liste.

#### Études
Il étudie à l'université de Californie à Berkeley, où il obtient une licence de sciences politiques en 1999. Il prend ensuite des cours d'introduction à la fonction publique à l'université d'Oslo en 2001, puis obtient un master de la London School of Economics en 2003.

#### Engagements officiels
Lors des Jeux olympiques d'hiver de 1994, qui se déroulent à Lillehammer, c'est lui qui allume la flamme olympique.

#### Périodes de régence
Le 20 décembre 2019, Haakon est nommé régent du royaume pour une durée indéterminée, à la suite de l'incapacité du roi Harald V à régner. Ce n'est pas la première fois que le prince exerce cette fonction au cours du règne de son père. Le roi Harald retrouve ses capacités le 23 janvier 2020.
Le 3 octobre 2020, Haakon préside pour la première fois l'ouverture solennelle de la session du  Parlement, en remplacement de son père, de nouveau hospitalisé.

### Future succession au trône
Soit à la mort, soit en cas d'abdication du roi Harald V, le prince héritier Haakon deviendra le nouveau roi de Norvège. 
S'il choisit de conserver son prénom de naissance dans l'éventualité de son accession au trône, il règnera sous le nom de Haakon VIII et son épouse deviendra reine consort.

## Mariage et descendance

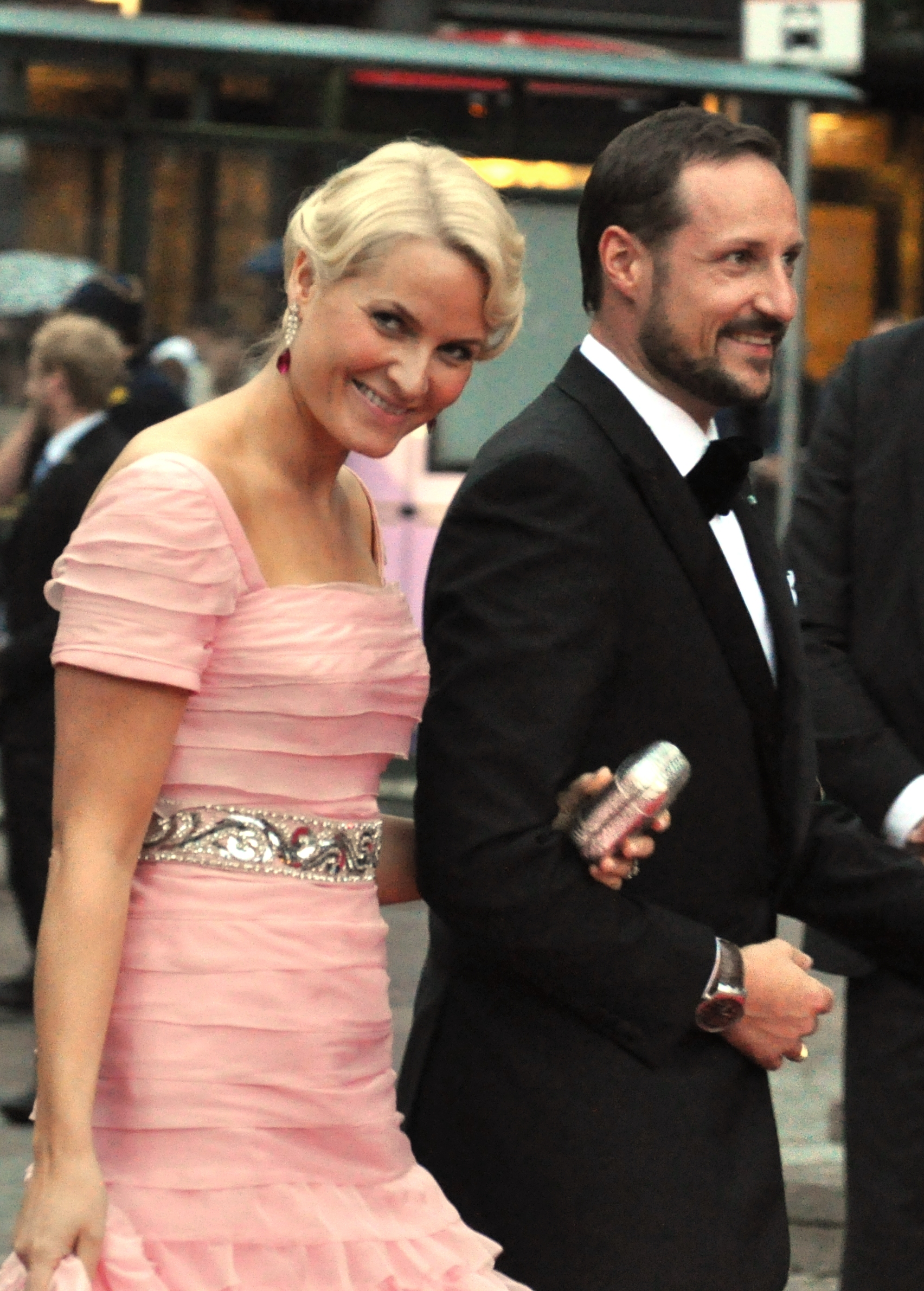
Le couple héritier en 2010.

Le 25 août 2001, le prince héritier Haakon épouse à Oslo Mette-Marit Tjessem Høiby, une roturière norvégienne. Le couple héritier a deux enfants :
- la princesse Ingrid Alexandra, née le 21 janvier 2004, deuxième dans l'ordre de succession ;
- le prince Sverre Magnus, né le 3 décembre 2005, troisième dans l'ordre de succession.

Le prince Haakon est également le beau-père de Marius Borg Høiby, fils de son épouse, né d'une précédente union.

## Titres et honneurs

### Titulature
- 20 juillet 1973 – 17 janvier 1991 : Son Altesse Royale le prince Haakon de Norvège.
- Depuis le 17 janvier 1991 : Son Altesse Royale le prince héritier de Norvège.

### Décorations
- Grand-croix, 1re classe de l'ordre du Mérite ( Allemagne)
- Grand-croix de l'ordre de Charles III ( Espagne)[2]
- Chevalier grand-croix de l'ordre du Mérite de la République italienne‎ ( Italie)[3]
- Chevalier grand-croix de l'ordre d'Orange-Nassau ( Pays-Bas)
- Grand-croix avec collier de l'ordre de l'Étoile blanche d'Estonie ( Estonie)[4]
- Grand-croix avec collier de l'ordre de la Croix de Terra Mariana ( Estonie)[5]
- Grand-croix de l'ordre de l'Infant Dom Henri ( Portugal)[6]
- Grand-croix de l'ordre du Mérite ( Pologne)[7]
- Grand-croix de l'ordre de Stara Planina ( Bulgarie).